# Benátský záliv

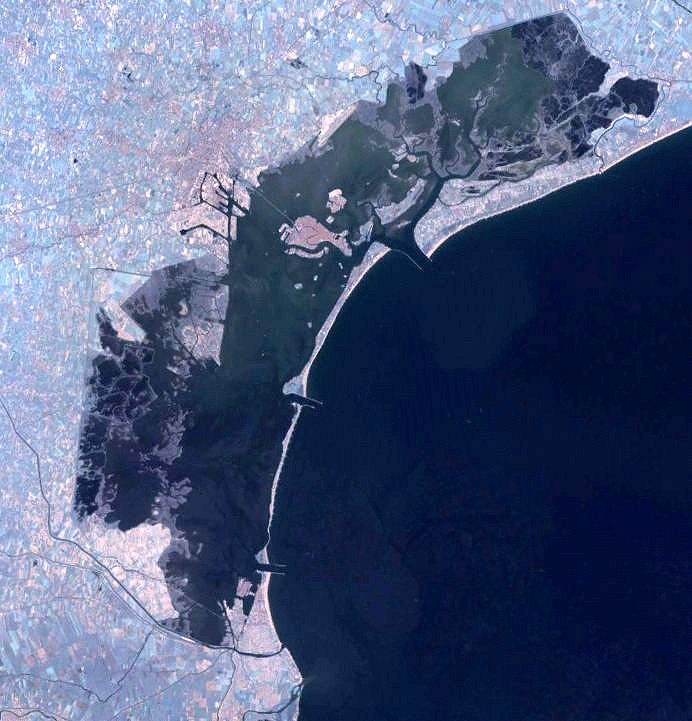
Benátská laguna v Benátském zálivu, pohled ze satelitu Landsat 7

Benátský záliv (italsky Golfo di Venezia, slovinsky Beneški zaliv) je mělký záliv v severní části Jaderského moře. Je obklopen pobřežím Itálie, Slovinska a Chorvatska. Od Jaderského moře je pomyslně oddělen deltou řeky Pád a Istrijským poloostrovem. Součástí zálivu je Benátská laguna se světoznámými Benátkami, Laguna di Marano a Laguna di Grado. K severovýchodu vybíhá jako jeho pokračování Terstský záliv. Do zálivu se vlévají řeky Adige, Brenta, Piave, Livenza, Tagliamento, Isonzo a chorvatská Dragonja.